# Yoshinori Sakai
Yoshinori Sakai  (Japans: 坂井 義則) (Hiroshima, 6 augustus 1945 - Bunkyo, 10 september 2014) was een Japans atleet en journalist. Op de Olympische Zomerspelen van 1964 in Tokio in zijn thuisland Japan ontstak hij de Olympische vlam tijdens de openingsceremonie.

## Biografie
Yoshinori Sakai werd in 1945 geboren in Hiroshima, precies op de dag van het bombardement met de atoombom boven deze stad.
In 1964 ontstak hij tijdens de openingsceremonie van de Olympische Zomerspelen van 1964 in Tokio in zijn thuisland Japan de Olympische vlam. In 1966 werd hij Japans nationaal kampioen op de 400 m. Later ging hij aan de slag als journalist.

## Titels
- Japans kampioen 400 m - 1966
- Aziatische Spelen kampioen 4 × 400 m - 1966

## Palmares

### 400 m
- 1966:  Japanse kamp. - 49,3 s
- 1966:  Aziatische Spelen - 47,4 s

### 4 × 400 m
- 1966:  Aziatische Spelen - 3.09,1